# 人身保險
人身保險是以人體的壽命長短（年齡）、健康程度、身體完整程度做為保險所要保障的客體，將生病以及受傷作為防範的風險，在種類上大致可以分為人壽保險、健康保險、傷害保險以及年金保險。

## 参看
- 保險
- 风险
- 保险公司列表：中华人民共和国保险公司列表